# Drosophila setula
Drosophila setula är en tvåvingeart som beskrevs av Heed och Wheeler 1957. Drosophila setula ingår i släktet Drosophila och familjen daggflugor.
Artens utbredningsområde sträcker sig från Costa Rica till Trinidad.